# Освоєння вогню первісними людьми
Освоєння вогню древніми людьми стало переломним моментом у соціальній еволюції людини, що дозволив людям урізноманітнити білкову та вуглеводну їжу, з'явилася можливість приготувати її, розвинути свою активність в нічний час, а також захищатися від хижаків.

## Африка
Перші свідчення використання людьми вогню відносяться до таких археологічним стоянок стародавньої людини в Східній Африці, як Чесованья (Чесованджа) біля озера Барінго, Кообі-Фора і Ологесаліріє в Кенії.
Докази в Чесованьї представляють собою осколки червоної глини, мають вік близько 1,42 мільйони років. Сліди випалу цих осколків свідчать про те, що вони були нагріті до температури 400°C — для додання твердості.
В ефіопському Габебі у локації № 8 знайдені фрагменти ігнімбритів, який з'являється у результаті горіння, але перегрів гірської породи міг з'явитися також і в результаті місцевої вулканічної активності. Вони виявилися серед артефактів ашельської культури, створених H. erectus.
В середині долини річки Аваш були виявлені конічні утворення з червоною глиною, що можливо тільки при температурі 200 °C. Ці знахідки наводять на думку про те, що деревина могла спалюватися з розрахунком, щоб вогонь виявився подалі від місця проживання. Крім цього, в долині Аваш знайдені обгорілі камені, але в районі древньої стоянки були присутні також і вулканічні породи.
Вогонь застосовувався для нагріву силкритових каменів з метою полегшення подальшої обробки та виготовлення знарядь праці культури Стіллбей. Проведені дослідження співставлюють цей факт не тільки зі стоянкою Сталбей, що має вік близько 72 тисячі років, а й зі стоянками, які можуть нараховувати і до 164 тисяч років.

## Азія

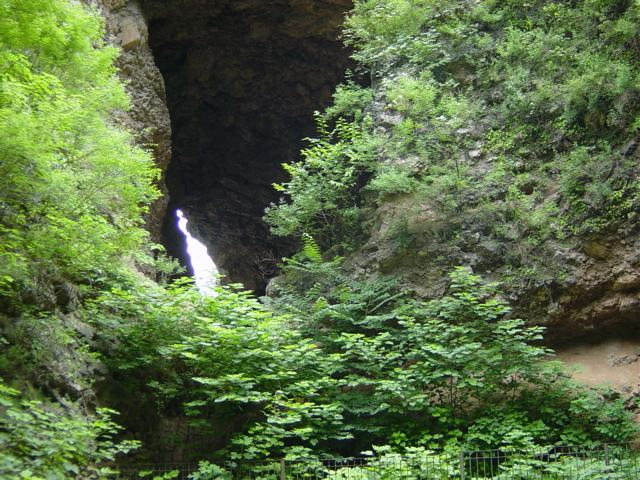
Печери Чжоукоудянь, об'єкт Світової спадщини в Китаї.

- Досліджена в 2009 році стоянка Гешер Бенот Яаков поблизу Мосту дочок Якова в Ізраїлі доводить застосування вогню H. erectus або H. ergaster (людиною працюючою) приблизно 790—690 тисяч років тому[6].
- В ізраїльській печері Табун всі верстви відкладень молодші 350 тисяч років містять кремінь з явними ознаками впливу вогню[7].
- У Сіхоуду провінції Шаньсі, про горіння свідчать чорні, сірі і сіро-зелені кістки ссавців.
- У китайському Юань Моу провінції Юньнань була виявлена ще одна давня стоянка з почорнілими кістками ссавців[2].
- У Трініль на острові Ява також були знайдені подібні почорнілі кістки тварин і поклади деревного вугілля серед скам'янілостей H. erectus.
- У Азихській печері в Азербайджані виявлено сліди багать, а також камені, які розташовані навколо зольної плями, що пояснюється вченими як рання форма вогнища. Вік — 600—700 тис. років.
- У китайському Чжоукоудяні свідчення застосування вогню мають вік від 500 тисяч до 1,5 мільйонів років[8].

## Європа
Численні стоянки в Європі також демонструють свідоцтва використання вогню H. erectus. Найдавніша стоянка Вертешселеш виявлена в Угорщині, де знайдені свідчення у вигляді обгорілих кісток, але без деревного вугілля.
У Торральба і Амброне (Іспанія), присутні деревне вугілля і деревина, а ашельські вироби з каменю мають вік 0,3-0,5 мільйона років.
У Сент-Астеба-Шансоні (Франція) є свідчення у вигляді вогнищ і почервонілої землі в печері Ескален. Цим вогнищам близько 200 тисяч років.

## Зміни у поведінці
Вогонь і світло від нього вніс найважливіші зміни в поведінку людей. Активність більше не обмежувалася денним часом. Крім того, багато великих тварин і кусючих комах уникали вогню і диму. Вогонь також привів до поліпшення харчування через можливість приготувати білкову їжу.
Річард Вронгхам з Гарвардського університету стверджує, що приготування рослинної їжі могло стати причиною прискореного розвитку головного мозку в ході еволюції, оскільки полісахариди в їжі, яка містить крохмаль, краще засвоювались і, як наслідок, дозволяли організму поглинати більше калорій.

## Зміни в дієті
Шталь вважав, що, оскільки такі речовини, як целюлоза і крохмаль, які в найбільших кількостях містяться в стеблах, коренях, листках і бульбах, важко перетравлюються, ці органи рослин не могли бути основною частиною людського раціону до початку використання вогню.
Замість цього в їжу вживалися рослини, що у великих кількостях містять моносахариди і дисахариди — насіння і соковиті плоди. Вміст токсинів у насінні і подібних вуглеводних продуктах теж впливав на раціон. Так, ціаногеновий глікозид, знайдений у лляному сім'ї і маніоці, ставав нетоксичним при тепловій обробці. Зуби H. erectus і їх знос вказували на вживання такої їжі, як жорстке м'ясо і свіжі коренеплоди.